# 梅爾戈斯恰

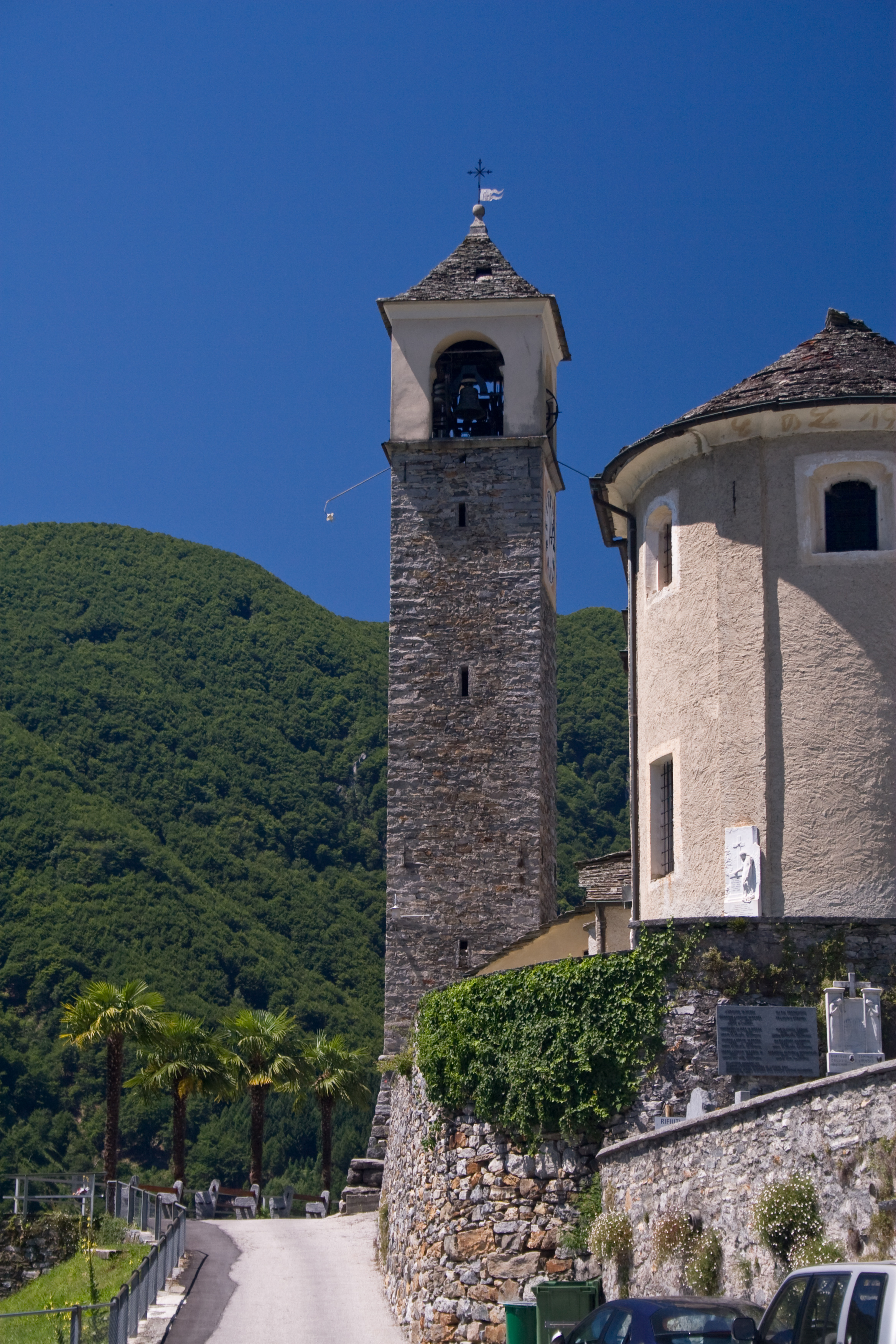

梅爾戈斯恰是瑞士的城鎮，位於該國南部，由提契諾州負責管轄，面積12.14平方公里，海拔高度735米，2011年人口212，七成人口信奉羅馬天主教，人口密度每平方公里17人。